# Grande Terre (Nova Caledònia)
La Grande Terre amb 16.664 km², és l'illa principal de Nova Caledònia, la mar de Corall, un mar de l'oceà Pacífic. Ella representa el 88 % del conjunt del territori de Nova Caledònia. Orientada de nord-oest a sud-est, estesa al nord per les Illes Belep i al sud per l'Illa des Pins, amb la qual forma l'arxipèlag de Nova Caledònia. o arxipèlag de la Gran Terra, forma un conjunt allargat de 400 km de llarg (des de la "punta del món" a Poingam) a la comuna de Poum a l'extrem nord, oest cap a Cap N'Dua al límit entre Mont-Dore i Mont-Dore i Yaté en el punt sud per 64 km en el punt més ample (entre la península Pindai a Poya a la costa oest i Poindimié a la costa est)
Grande Terre és la 52ena illa més gran del món i l'illa més gran de França.

## Nom
Si bé el nom oficial actual és « Grande Terre », la seva primera denominació europea la va donar James Cook el 1774 com Nova Caledònia

## Geologia
La Grande Terre, com tota la Nova Caledònia és una part de la placa australiana separada del supercontinent Gondwana al Cretaci
L'illa està separada en dos en pràcticament tota la seva llargada per un arc muntanyós antic que conté elements anteriors al Permià i relativament poc elevat (Mont Panié, al nord de 1629 m) la Chaîne Centrale és la veritable espina dorsal de l'illa i contribueix a la diferenciació climàtica entre les dues costes.